# Amaranth-Roslyn Ehrenhalt
Amaranth-Roslyn Ehrenhalt (Newark (Nueva Jersey), 15 de enero de 1928 - Manhattan, 16 de marzo de 2021) fue una pintora estadounidense, perteneciente a la segunda generación de la Escuela de Nueva York.

## Biografía
Amaranth-Roslyn Ehrenhalt comenzó sus estudios en la Escuela de Arte del museo de Filadelfia, donde más tarde enseñó; y los prosiguió en la Barnes Foundation, en Meryon. Recibió una beca de la Academia de Bellas Artes de Pensilvania.
En Manhattan contactó con diversos artistas: Willem de Kooning, Franz Kline, Ronald Bladen o Al Held.
Viajó y expuso en Francia, España, África del Norte, Italia, Bélgica, Holanda, Alemania, Inglaterra, Turquía, Grecia y Estados Unidos. En 1975 se trasladó a Francia. Vivió en Bagneux (Altos del Sena). Pertenece a la escuela del expresionismo abstracto.
Murió de COVID-19 el 16 de marzo de 2021 en Manhattan a la edad de 93 años.

## Obras
Su cuadro "Carmona" (1957) refleja una gestualidad amplia, enmarañada y poblada de ecos paisajísticos. Otros de sus cuadros son: "Grand Rapids", "Orinoco", "Alouette", "Zamora" (1961), "Jump", "Splash", "Go Throught", "Jump in and Move Around" (1962).

## Exposiciones
- 1998: Pascal Odille en París.[3]
- 2007: reprospectiva en Maison des Arts.[1]